# Caratepe
Caratepe (em turco: Karatepe), conhecida na Idade do Ferro como Azatiuataia (em hitita: Azatiwataya), é uma estação arqueológica perto do rio Cheyhan, a noroeste de Adana, na Turquia meridional, escavada entre 1946 e 1949. Caratepe foi fortaleza dos Hititas.[carece de fontes?]